# Parisot, Tarn
Parisot är en kommun i departementet Tarn i regionen Occitanien i södra Frankrike. Kommunen ligger i kantonen Lisle-sur-Tarn som tillhör arrondissementet Albi. År 2022 hade Parisot 1 009 invånare.

## Befolkningsutveckling
Antalet invånare i kommunen Parisot
| Referens: INSEE |